# Xuxa Festa
Xuxa Festa, também conhecido como XSPB 6, é o décimo primeiro álbum de vídeo e o vigésimo nono álbum de estúdio da artista musical e apresentadora brasileira Xuxa. Lançado em 12 de setembro de 2005 pela Som Livre, este é o sexto álbum da coleção Só para Baixinhos. O projeto foi produzido por Ary Sperling, Luiz Claudio Moreira, Mônica Muniz e o DJ Marlboro. Com sonoridade principal em Infantil e teen pop, o álbum incorpora uma variedade de gêneros, incluindo dance-pop, rock, axé music e até funk melody, especialmente no remix de "Dança da Xuxa" feito por Marlboro.
Festa também é uma compilação que regrava seus maiores sucessos, em comemoração aos 20 anos de carreira musical da artista. Destacam-se as participações de Ivete Sangalo na regravação de "Festa" e de Sasha Meneghel, filha de Xuxa, em "Lua de Cristal". A música "Parabéns da Xuxa" foi lançada apenas no CD, enquanto "Tá Bom" aparece no CD como faixa integral, enquanto no DVD é executada apenas em trechos nas passagens entre as canções. 

## Lançamento e recepção
Xuxa Só para Baixinhos 6 - Festa foi lançado em 12 de setembro de 2005, em CD + VHS, e também em Blu-ray, além de um bootleg em K7, sendo o último álbum da coleção Só Para Baixinhos a ser lançado no formato VHS.  
Alcançou a segunda posição da parada dos DVDs mais vendidos no Brasil, divulgada pela revista Época, na semana de 19 a 25 de outubro de 2005. Encerrou na 7ª posição entre os CDs mais vendidos da ano e no 3.º entre os DVDs. A versão em espanhol, intitulada Xuxa Fiesta, nunca foi lançada e teve seu lançamento cancelado em 2018. Xuxa apresentou as versões em espanhol de "Ilariê" (Ilarié) e "Doce Mel" (Dulce Miel) no programa de Susana Giménez em 2011, além de "Tindolelê" (Chindolele) na festa de 25 anos da emissora argentina Telefé em 2015. Na 6.ª edição do Grammy Latino, Festa foi indicado na categoria de Grammy Latino de Melhor Álbum Infantil do Ano, mas perdeu para Adriana Partimpim - O Show, da cantora Adriana Calcanhotto.

## Divulgação

### Turnê
Xuxa Festa foi a décima quarta turnê da apresentadora e cantora Xuxa Meneghel, baseada no álbum Só Para Baixinhos 6.  A turnê começou no dia 21 de outubro de 2006, com um show de lançamento no Rio de Janeiro, e percorreu cidades como Brasília, São Paulo e até Angola, sendo a única turnê da série a ter um show internacional, que foi transmitido ao vivo.  Em 2008, foi lançado o registro oficial da turnê, tornando-se a terceira a ter um registro gravado.

## Lista de faixas
| CD             |                                       |                                              |         |  |
| N.º            | Título                                | Compositor(es)                               | Duração |  |
| 1.             | "Bombando Brinque"                    | Carlinhos Brown                              | 3:12    |  |
| 2.             | "Ilariê"                              | Cid Guerreiro Dito Ceinha                    | 2:26    |  |
| 3.             | "Pinel Por Você"                      | Cid Baê Dito                                 | 3:03    |  |
| 4.             | "Dança da Xuxa" (DJ Marlboro Remix)   | Prentice Ronaldo Monteiro de Souza           | 4:03    |  |
| 5.             | "Libera Geral"                        | Álvaro Socci Cláudio Matta                   | 3:36    |  |
| 6.             | "Tô de Bem Com a Vida"                | Socci Matta Vivian Perl                      | 3:06    |  |
| 7.             | "Doce Mel (Bom Estar com Você)"       | Cláudio Rabello Renato Corrêa                | 3:25    |  |
| 8.             | "Festa" (com Ivete Sangalo)           | Anderson Cunha                               | 3:29    |  |
| 9.             | "Tindolelê"                           | Cid Dito                                     | 3:05    |  |
| 10.            | "Hoje é Dia de Folia"                 | Nando Cordel                                 | 3:06    |  |
| 11.            | "Brincar de Índio"                    | Michael Sullivan Paulo Massadas              | 2:58    |  |
| 12.            | "Xuxalelê"                            | Zé Henrique Fred Pereira                     | 2:53    |  |
| 13.            | "A Vida é Uma Festa"                  | Sullivan Massadas                            | 3:05    |  |
| 14.            | "Tá Bom"                              | Vanessa Alves Ary Sperling Mauricio Gaetanil | 3:15    |  |
| 15.            | "Lua de Cristal" (com Sasha Meneghel) | Sullivan Massadas                            | 3:28    |  |
| 16.            | "Abecedário da Xuxa"                  | Ronaldo Monteiro César Costa Filho           | 3:17    |  |
| 17.            | "Arco-Íris"                           | Sullivan Massadas Ana Penido                 | 4:06    |  |
| 18.            | "Parabéns da Xuxa"                    | Sullivan Massadas                            | 2:21    |  |
| Duração total: | Duração total:                        | Duração total:                               | 59:40   |  |

| VHS e DVD      |                                                        |                                        |         |  |
| N.º            | Título                                                 | Compositor(es)                         | Duração |  |
| 1.             | "Bombando Brinque"                                     | Carlinhos Brown                        | 3:13    |  |
| 2.             | "Introdução"                                           |                                        | 0:10    |  |
| 3.             | "Ilariê"                                               | Cid Guerreiro Dito Ceinha              | 2:26    |  |
| 4.             | "Tá Bom (Passagem Musical com o tema: Hip-Hop)"        |                                        | 0:17    |  |
| 5.             | "Dança da Xuxa" (DJ Malboro Remix)                     | Prentice Ronaldo Monteiro de Souza     | 4:03    |  |
| 6.             | "Tá Bom (Passagem Musical com o tema: Forró)"          |                                        | 0:18    |  |
| 7.             | "Doce Mel (Bom Estar com Você)"                        | Cláudio Rabello Renato Corrêa          | 3:25    |  |
| 8.             | "Tá Bom (Passagem Musical com o tema: Tango)"          |                                        | 0:16    |  |
| 9.             | "Xuxalelê"                                             | Zé Henrique Fred Pereira               | 2:50    |  |
| 10.            | "Tá Bom (Passagem Musical com o tema: Rock)"           |                                        | 0:17    |  |
| 11.            | "Abecedário da Xuxa"                                   | Ronaldo Monteiro César Costa Filho     | 3:17    |  |
| 12.            | "Tá Bom (Passagem Musical com o tema: Jazz)"           |                                        | 0:18    |  |
| 13.            | "Tindolelê"                                            | Cid Dito                               | 3:05    |  |
| 14.            | "Tá Bom (Passagem Musical com o tema: Funk Melody)"    |                                        | 0:17    |  |
| 15.            | "Pinel Por Você"                                       | Cid Baê Dito                           | 3:03    |  |
| 16.            | "Tá Bom (Passagem Musical com o tema: Capoeira)"       |                                        | 0:17    |  |
| 17.            | "Festa" (com Ivete Sangalo)                            | Anderson Cunha                         | 3:29    |  |
| 18.            | "Tá Bom (Passagem Musical com o tema: Anos 60)"        |                                        | 0:17    |  |
| 19.            | "Tô de Bem Com a Vida"                                 | Álvaro Socci Cláudio Matta Vivian Perl | 3:06    |  |
| 20.            | "Tá Bom (Passagem Musical com o tema: Samba)"          |                                        | 0:17    |  |
| 21.            | "A Vida é Uma Festa"                                   | Michael Sullivan Paulo Massadas        | 3:07    |  |
| 22.            | "Tá Bom (Passagem Musical com o tema: Cadeirante)"     |                                        | 0:17    |  |
| 23.            | "Libera Geral"                                         | Socci Matta                            | 3:11    |  |
| 24.            | "Tá Bom (Passagem Musical com o tema: Dança Indígena)" |                                        | 0:17    |  |
| 25.            | "Brincar de Índio"                                     | Sullivan Massadas                      | 2:58    |  |
| 26.            | "Tá Bom (Passagem Musical com o tema: Samba Carioca)"  |                                        | 0:17    |  |
| 27.            | "Hoje é Dia de Folia"                                  | Nando Cordel                           | 3:06    |  |
| 28.            | "Tá Bom (Passagem Musical com o tema: Valsa)"          |                                        | 0:17    |  |
| 29.            | "Lua de Cristal" (com Sasha Meneghel)                  | Sullivan Massadas                      | 3:28    |  |
| 30.            | "Tá Bom (Passagem Musical com o tema: Balé)"           |                                        | 0:17    |  |
| 31.            | "Arco-Íris"                                            | Sullivan Massadas Ana Penido           | 4:06    |  |
| 32.            | "Arco-Íris" (versão créditos)                          | Sullivan Massadas Penido               | 5:25    |  |
| Duração total: | Duração total:                                         | Duração total:                         | 62:12   |  |

## Desempenho comercial
| Tabela musical (2005–06) | Melhor posição |
| ------------------------ | -------------- |
| Brasil (Época) DVD       | 2              |
| Brasil (Época) CD+DVD    | 3              |

| País — Tabela musical (2005)   | Posição |
| ------------------------------ | ------- |
| Brasil (Pro-Música Brasil)     | 7       |
| Brasil (Pro-Música Brasil) DVD | 3       |

| Região                                                                                             | Certificação | Vendas   |
| -------------------------------------------------------------------------------------------------- | ------------ | -------- |
| Brasil (Pro-Música Brasil) DVD                                                                     | Diamante     | 100,000* |
| Brasil (Pro-Música Brasil) CD/ÁLBUM                                                                | Ouro         | 50,000*  |
| *números de vendas baseados somente na certificação ^distribuições baseadas apenas na certificação |              |          |